# Max Föhrenbach
Max Föhrenbach, nemški general, * 12. april 1872, † 26. junij 1942.